# Библиотека епархиальной семинарии Конкордия-Порденоне
Библиотека епархиальной семинарии Конкордия—Порденоне (итал. Biblioteca del Seminario diocesano di Concordia-Pordenone) — историческая публичная библиотека, расположенная в городе Порденоне (Фриули — Венеция-Джулия) — в помещениях семинарии, относящейся к католической епархии Конкордия—Порденоне. Библиотека была основана в середине XVIII века и первоначально располагалась в городе Портогруаро; была перенесена в Порденоне после Первой мировой войны. К 1844 году книжная коллекция насчитывала 8000 томов; сегодня собрание насчитывает более 140 000 книг.

## История и описание
Начало существованию библиотеки епархиальной семинарии Конкордия—Порденоне положил указ Тридентского собора, опубликованный в 1563 году — он предписал создать такое учебное учреждение. В связи с нехваткой финансовых средств, первая серия попыток исполнить данный указ была неудачной. В 1704 году, при содействии епископа Паоло Валларессо (Paolo Vallaresso), библиотека — Libraria — была организована в новой семинарии в Портогруаро. Библиотечное собрание постепенно увеличивалось в XVIII веке — в основном благодаря подаркам и упоминаниям библиотеки в завещаниях. К 1844 году фонды библиотеки стали начитывать 8000 томов.
В тот период в собрание «Libraria» попали книги из некоторых венецианских мужских и женских монастырей, закрытых по приказу наполеоновской администрации региона. Частью библиотеки стала и личная книжная коллекция епископа и библиофила Карло Фонтанини (1766—1848), которая должна была полностью перейти в Гварнерианскую библиотеку в Сан-Даниеле-дель-Фриули, но в итоге всё же отчасти досталась и собранию в Портогруаро.
В конце Первой мировой войны семинария и её библиотека переехали из Портогруаро в Порденоне. Библиотека ещё несколько лет оставалась в Портогруаро, в связи с логистическими проблемами перевозки собрания. Систематизация фондов на новом месте произошла уже после Второй мировой войны, в 1960-х годах, но сильное землетрясение 1976 года помешало усилиям библиотекарей. В 1983 году, в период руководства дона Антонио Орнелле (Antonio Ornella), библиотека была открыта для публики; вскоре она начала использовать ЭВМ для каталогизации.
В 1987 году начались приготовления к новому переезду библиотеки — в Епархиальный центр пастырской деятельности (Centro diocesano di attività pastorali), недавно построенный по проекту Отмара Барта (Othmar Barth) для размещения культурного центра епархии. Библиотека вновь открылась для публики в 1992 году, разделяя помещения центра с художественным музеем и историческим архивом. Через несколько лет библиотека заняло крыло, первоначально предназначавшегося для епархиальной гимназии (семинарии). После четырехмесячного закрытия летом 2016 года, в сентябре библиотека вновь открылась для публики в новом здании епархиальной семинарии.
По данным на 2017 год, в библиотеке насчитывалось более 140 000 книг — в том числе 39 инкунабул, созданных ранее 1500 года, и 1200 книг XVI века. Несколько тысяч книг в собрании — прежде всего, библий — были напечатаны в XVIII веке. Собрание постоянно увеличивалось за счёт приобретения специализированных работ: прежде всего, относившимся к религиозным (теологическим), гуманитарным и антропологическим наукам, а также — к краеведению. Периодические издания, итальянские и зарубежные энциклопедии, а также — библиографические пособия составляли важную часть собрания.